# Min (cantante)
Min (민?), pseudonimo di Lee Min-young (이민영?, 李玟暎?; Seul, 21 giugno 1991), è una cantante, attrice e modella sudcoreana; è stata membro del gruppo musicale miss A dalla formazione nel 2010 alla scadenza del proprio contratto nel novembre 2017.

## Biografia
Min nasce a Seul, in Corea del Sud, il 21 giugno 1991. Già in giovane età, entra nel mondo dello spettacolo, recitando in "BoBoBo" (versione coreana di Sesamo apriti), come parte del duo chiamato "Eolleong Ddungddang". All'età di tredici anni, insieme a Hyoyeon delle Girls' Generation, forma il duo "Little Winners", i cui video diventano molto popolari su YouTube. In seguito, fa le audizioni per la JYP Entertainment e, dopo un anno di allenamento, parte per gli Stati Uniti per prepararsi al debutto. Nel complesso segue uno dei tirocini più lunghi, essendosi allenata per otto anni prima di debuttare.
Ha studiato alla Repertory Company High School di Manhattan. Ha fatto diversi lavori, tra cui insegnante di danza e insegnante di inglese per circa diciotto mesi. Torna in Corea nel 2008.

## Carriera

### Miss A
Nel giugno 2010, la JYP annuncia che Min sarebbe diventata il quarto membro all'interno del gruppo delle miss A. A luglio debuttano presentando il brano "Bad Girl Good Girl" tratto dal primo album singolo, Bad but Good. Dopo una promozione durata sette settimane, il gruppo torna in ottobre con il nuovo pezzo "Breathe", tratto dal secondo singolo Step Up, e presenta il primo album in studio, A Class, con la title track "Good Bye Baby". Successivamente si prende una pausa per dedicarsi alle attività oltreoceano, tra cui il debutto in Cina, ritornando sulla scena coreana a febbraio 2012 con l'EP Touch. Al termine del 2012, esce il secondo EP Independent Women Part III, tributo al brano "Independent Women Part I" delle Destiny's Child, idoli del gruppo. Il 6 novembre 2013, le miss A pubblicano il loro secondo album discografico, Hush. Il 9 novembre 2017, in seguito alla scadenza del suo contratto, Min lascia il gruppo.

### Attività in solitaria
Per il debutto negli Stati Uniti di Min, la JYP ha collaborato con Lil Jon nella produzione dell'album. Crearono per lei un account MySpace dove caricarono due dei suoi singoli per l'ascolto. I brani realizzati da Min come solista sono "Dance Like This", "Go Ahead" e "Boyfriend".
Min ha collaborato con il suo collega di casa discografica San E per il suo singolo di debutto, "Tasty San", partecipando a vari spettacoli musicali con lui. Ha preso parte al vertice di Seul del G20 che si è tenuto nel novembre 2010, in cui è stata scelta con altri cantanti dai gruppi 2PM, 2AM, Girls' Generation, BEAST, MBLAQ per cantare la colonna sonora. La registrazione è stata effettuata separatamente per due giorni e un terzo giorno per la registrazione del coro con tutti i partecipanti. Il brano, intitolato "Let's Go", è stato diffuso attraverso una serie di classifiche musicali online il 15 ottobre 2010.
Nel settembre 2011 interpreta il ruolo della street punk Jang Hyeon-ji nel film Countdown. Nel 2013 partecipa alla seconda stagione della sitcom Moojakjung Family. Nel 2015 è nel cast principale della serie web prodotta dalla JYP e Youku Tudou Dream Knight, e recita in L.U.V Collage, serie in cui recita anche Jia, anch'essa membro delle miss A.

## Discografia
Per le opere con le miss A, si veda Discografia delle miss A.

### Solista
- 2009 – Dance Like This (JYP Entertainment)
- 2009 – Go Ahead (JYP Entertainment)
- 2009 – Boyfriend (JYP Entertainment)

### Colonne sonore
- 2010 – Living Like A Fool (Chonggagne yachaegage)

### Collaborazioni
- 2010 – Tasty San (con San E)
- 2010 – Let's Go (con altri artisti per il vertice di Seul del G20)
- 2010 – This Christmas (con gli altri artisti della JYP Entertainment)
- 2012 – Just the Two of Us (con Baro dei B1A4)
- 2013 – You Are A Miracle (con il 2013 SBS Gayo Daejun Friendship Project)[22]

## Filmografia

### Cinema
- Countdown (카운트다운), regia di Huh Jong-ho (2011)

### Televisione
- Dream High (드림하이) – serie TV, episodio 16 (2011)
- Dream High 2 (드림하이 2) – serie TV, episodio 15 (2012)
- Moojakjung Family 2 (무작정 패밀리 2) – sitcom (2013)
- Dream Knight – serie web (2015)
- L.U.V Collage – serie web (2015)

## Videografia
Oltre che nei videoclip delle Miss A, Min è apparsa anche nei seguenti video:
- 2010 – This Christmas, parte della compilation della JYP Entertainment
- 2012 – Win The Day, videoclip del singolo di Team SIII (2PM, 4Minute, MBLAQ, miss A, Dal Shabet, Sistar, ZE:A, Nine Muses e B1A4)
- 2015 – Shake That Brass, videoclip di Amber